# Авраам Крим
Авраам Крим (івр. אברהם קירימי; Народився в 1358 році в Солхаті) - кримський рабин XIV століття.

## Біографія
За словами Фірковича (" CIH " № 50), Крим був прозелітом і учнем Аарона бен Йосифа Караїма . Він отримав своє ім’я від рідного міста Кирим або Солхат (нинішній Старий Крим) у Криму.
Крим був автором Сефата Емета (не плутати з однойменною книгою рабина Ієгуди Ар'є Лейба Альтера (1847-1905) із Ґури-Кальварії, Польща), коментаря до П'ятикнижжя, в якому він намагається спростувати тлумачення караїмів, коли вони суперечать тлумаченням рабинітів. У передмові Крим говорить, що він написав твір на прохання багатьох відомих євреїв і особливо свого караїмського учня Єзекії б. Елханан га-Насі, якого він високо цінував.
Частина передмови подана у віршах, два останні рядки яких можна перекласти:
|  | Відповідайте тому, хто запитує ім'я автора: Авраам, який народився в Криму. Його дата - 5118 (1358). |

Моріц Штайншнайдер та Самуель Йозеф Фуен вважають цю дату датою композиції твору; але, швидше за все, це стосується дня народження автора.